# Amelia Voght
Amelia C. Voght es un personaje de Marvel Comics, asociado con la franquicia X-Men.
Una mutante con la capacidad de convertir su cuerpo en neblina, Amelia era un interés amoroso del Profesor X antes de que él fundara los X-Men. Incapaz de creer en su misión, que finalmente se unió a los Acólitos de Magneto, convirtiéndose en uno de los lugartenientes de mayor confianza de Magneto.

## Historial de publicaciones
Creada por Scott Lobdell y John Romita Jr., apareció por primera vez en Uncanny X-Men # 300 (mayo de 1993).
En su primera aparición, se insinuó que Amelia Voght era una exalumna del Profesor X que se negó a unirse a su equipo original X-Men. Pero nueve números después surgió una historia diferente.

## Biografía ficticia
Amelia era una enfermera que cuidó de Charles Xavier después de que sus piernas se lastimaron por primera vez. Estacionada en el Tíbet, Amelia se alegró de ver a otro estadounidense y su actitud positiva y amistosa ayudó a Xavier a superar la depresión que desarrolló cuando se lesionaron las piernas. Al principio su relación fue profesional, pero pronto se volvió romántica. Salieron juntos del Tíbet y Amelia regresó con Xavier a Estados Unidos. Xavier, también un mutante, se había encontrado con Magneto y el Rey Sombra y estaba desarrollando una máquina llamada Cerebro para rastrear mutantes, con la esperanza de protegerlos y educarlos, para que no se convirtieran en una amenaza. Amelia encontró los planos y pensó que Xavier estaba desarrollando la máquina para cazar y exterminar mutantes. Ella se reveló a sí misma como una mutante y lo atacó, solo se detuvo cuando Xavier reveló sus propios poderes mutantes. Este vínculo fortaleció aún más su relación, pero con el tiempo ambos desarrollaron posturas diferentes sobre la interacción humano-mutante. Xavier quería coexistir con los humanos, mientras que Amelia pensó que era mejor que los mutantes permanecieran bajo tierra. Cuando Xavier llevó a Scott Summers a su mansión para entrenar, Amelia lo dejó y le dijo que sus planes para los X-Men condenarían a todos los mutantes. Xavier intentó usar su telepatía para convencerla de lo contrario, pero se detuvo. Amelia se dio cuenta y se sintió traicionada.

### Acólitos
Ella permanecería oculta durante los próximos años, pero cuando las relaciones entre humanos y mutantes se deterioraron, fue reclutada por Fabian Cortez y se convirtió en miembro de la segunda alineación de los Acólitos, seguidores de Magneto, a quien había conocido con Xavier años antes. Como una de las mutantes mayores y con más experiencia, se le otorgó un puesto de antigüedad dentro del grupo, a pesar de que no estaba de acuerdo con algunas de las políticas más extremas de los Acólitos, como la matanza de humanos, aunque inicialmente lo defendió en el caso de Moira MacTaggert. A lo largo de los años, ella apoyaría a los Acólitos y Magneto, pero también trataría de limitar las bajas y dio ayuda limitada a los X-Men y otros superhéroes como Quicksilver que se oponían a ellos.
Finalmente se desilusionó con la postura extremista de los Acólitos y abandonó el grupo, poniendo fin a sus servicios para ayudar a Magneto con su gobierno sobre Genosha al trabajar en su contra para ayudar a los X-Men a liberar al Profesor X capturado.
Amelia regresó a trabajar como enfermera y también es una de los pocos mutantes que retienen sus poderes luego de los eventos del M-Day.

### Messiah Complex / X-Men: Legacy
Wolverine, Tormenta y Nightcrawler la buscan durante el cruce del Messiah Complex para obtener información sobre los Acólitos. Al principio se muestra reacia a hablar, temiendo que los Acólitos maten a los X-Men. Sin embargo, ella cede y les revela la ubicación de sus antiguos compañeros. Voght finalmente se reincorpora a los Acólitos después de la aparente muerte del Profesor. Ella también informa a Centinela Omega de los eventos recientes que tuvieron lugar después de que ella regresara a la normalidad luego de que sea poseída por Malicia. También revela que todavía siente algo por el Profesor X en la serie X-Men: Legacy.
Voght es vista nuevamente cuando el Profesor X regresa a New Avalon y convence a Exodus de disolver a los Acólitos y encontrar una nueva forma de ayudar a los mutantes. Después de esto, Voght, junto con Random y Centinela Omega, deciden trasladarse a San Francisco.
Desde entonces se ha unido a la nueva Hermandad de Mutantes de Magneto.

## Poderes y habilidades
Amelia Voght es una mutante que posee el poder de la transubstanciación, lo que le permite convertir la materia en un vapor psiónicamente resonante a voluntad. Esta neblina se convirtió en el estado natural de Amelia después de que se manifestaron sus poderes, y ella es capaz de transubstanciarse a sí misma o a cualquier persona u objeto en su línea de visión. Siendo insustancial, Amelia puede usar este poder para evitar lesiones. Puede controlar el flujo del vapor a través del aire, lo que le permite volar, apretarse a través de pasajes estrechos o mover objetos; podía sacar a una persona de debajo de una turba que los atacaba dispersándolos y reformándolos cerca, o robar las armas de sus oponentes vaporizándolas de sus manos y llevándolas a las suyas. La neblina de Voght también se puede transportar a través del plano astral, lo que le permite emplear sus poderes para la teletransportación de largo alcance. Ella es capaz de transportarse a sí misma y a cualquier otra cosa que transustancia a través de la superficie del globo en un instante, o hacia y desde la órbita alrededor del planeta. Puede teletransportarse con cargamento o enviar objetos a una nueva ubicación sin viajar con ellos, siempre que pueda visualizar la nueva ubicación en su mente. En ciertas ocasiones, Voght incluso demostró la capacidad de convocar a personas distantes a sí misma mediante la teletransportación, visualizando dónde se encuentra la persona en ese momento, viéndola convertida en neblina y luego trayendo esa neblina a su presencia para reformarla.

## En otros medios

### Televisión
- Amelia Voght aparece por primera vez en el episodio de dos partes de X-Men, "Sanctuary Part 1", con la voz de Susan Roman. Voght, una antigua amiga del líder de los X-Men, Charles Xavier, es miembro de los seguidores de Magneto, los Acólitos, némesis de los X-Men. Voght vive en la base orbital de los Acólitos, el Asteroide M, y participa en los eventos que rodearon la traición de Magneto por su compañero Acólito Fabian Cortez. Más tarde, Voght regresa a la Tierra y se convierte en doctora, trabajando junto a la aliada de los X-Men, Moira MacTaggert. Cuando el extraterrestre Phalanx ataca, Voght ayuda a los X-Men a derrotar al invasor.